# Гайко Шварц
Гайко Шварц (нім. Гайко Шварц, 21 вересня 1911 — 29 жовтня 1973) — німецький ватерполіст і плавець.
Срібний призер Олімпійських Ігор 1932 року, учасник 1936 року.
Срібний призер Чемпіонату Європи з водних видів спорту 1934 року.